# Minas Malloth
Minas Malloth (in Quenya Torre del Fiore Giallo) è una città nel gioco di ruolo Girsa, che si ispira all'opera di Tolkien. Era una città fortificata Dunedain che sorgeva nella regione del Minhiriath settentrionale, nel centro dell'Eriador, poco a sud di Brea.
Originalmente una cittadina militare dell'esercito reale di Arnor, con la scissione dello stato nei tre regni di Arthedain, Cardolan e Rhudaur divenne un roccaforte del regno di Cardolan, essendo non molto lontana dai confini con l'Arthedain e possedendo buone fortificazioni.
Acquisì una grande importanza quando venne scelta da re Tarandil come residenza reale e divenendo de facto una delle capitali del regno, sebbene tuttavia la sede della consulta nobiliare restasse a Minas Girithlin (o nel borgo di Thalion) e il centro economico a Tharbad.
Fu distrutta dalle truppe del Re degli Stregoni di Angmar quando mossero guerra ad Arthedain e al Cardolan suo alleato.